# Gmina Proszowice
Die Gmina Proszowice ist eine Stadt- und Landgemeinde (gmina miejsko-wiejska) im Powiat Proszowicki der Woiwodschaft Kleinpolen in Polen. Ihr Sitz befindet sich in der Stadt Proszowice.

## Gliederung
Zur Gmina gehören neben der Stadt Proszowice folgende 29 Orte mit einem Schulzenamt:
Bobin
Ciborowice
Czajęczyce
Gniazdowice
Górka Stogniowska
Jakubowice
Jazdowiczki
Kadzice
Klimontów
Koczanów
Kościelec
Kowala
Łaganów
Makocice
Mysławczyce
Opatkowice
Ostrów
Piekary
Posiłów
Przezwody
Stogniowice
Szczytniki
Szczytniki-Kolonia
Szklana
Szreniawa-Klimontów
Teresin
Więckowice
Wolwanowice
Żębocin

## Persönlichkeiten
- Ewa Ernst-Dziedzic (* 1980 in Proszowice), Politikerin (Die Grünen) und Abgeordnete zum österreichischen Nationalrat
- Oljean Ingster (* 1928 in Proszowice; † 2023), Chasan an der Synagoge Rykestraße in Berlin
- Sławomir Panek (* 1944 in Proszowice), polnischer Politiker und Sejm-Abgeordneter (Solidarność)
- Ireneusz Raś (* 1972 in Proszowice), polnischer Politiker und Sejm-Abgeordneter (PO)